# Tilghman Island
Tilghman Island – jednostka osadnicza w Stanach Zjednoczonych, w stanie Maryland, w hrabstwie Talbot.